# Sons of Kyuss
Sons of Kyuss is de eerste ep van de Amerikaanse metalband Kyuss.
Het album werd in 1989 opgenomen in de Headway Studios in Westminster. Het is het enige album van Sons of Kyuss voordat de bandnaam werd verkort tot Kyuss.
Van de originele ep zijn er enkele honderden gemaakt. In 2000 werd de ep opnieuw uitgebracht op cd voor het 10-jarige bestaan van de plaat. In 2009 werd ditzelfde gedaan, enkel dan op lp. Enkele nummers zijn opnieuw opgenomen op hun eerste album Wretch.

## Tracklist
| nr. | titel                 | duur |
| --- | --------------------- | ---- |
| 1   | Deadly Kiss           | 5:05 |
| 2   | Window of Souls       | 4:23 |
| 3   | King                  | 3:07 |
| 4   | Isolation Desolation  | 3:33 |
| 5   | Love Has Passed Me By | 3:14 |
| 6   | Black Widow           | 2:42 |
| 7   | Happy Birthday        | 3:50 |
| 8   | Katzenjammer          | 3:00 |

## Uitvoerende musici
- John Garcia - zang
- Josh Homme - Gitaar
- Chris Cockrell - Basgitaar
- Brant Bjork - Drums

Producer(s): Catherine Enny & Ron Krown
Opnames door: J.B. Lawrence
gemixt door: Michael Mikulka
Engineering: Tim Shean & Tom Nunes
Opgenomen bij: Headway Studios, Westminster, CA
foto's door: Merle SchoelKoph
Lay-out: Debra Hintz
Alle liedjes en muziek zijn geschreven door Sons of Kyuss